# Tony Hawk’s Pro Skater 3
Tony Hawk’s Pro Skater 3 (abgekürzt THPS3) ist ein Skateboarding-Videospiel des Entwicklers Neversoft aus der Tony-Hawk’s-Reihe. Es wurde von Activision im Jahr 2001 für Nintendo GameCube, Game Boy Color, PlayStation und die PlayStation 2 veröffentlicht; 2002 folgten Ableger für Nintendo 64, Xbox, Windows und Game Boy Advance. Es war das erste Spiel, das für die Online-Funktion der PlayStation 2 freigegeben wurde. Auch war es das letzte Spiel für den Nintendo 64 in den Vereinigten Staaten.
Erstmals in der Serie gab es den Skateboardtrick „Revert“, der eine weiterführendere Combo von der Skaterampe (Quarterpipe) und eine größere Anzahl an Trick-Combos als in den letzten zwei Spielen ermöglichte. Ein Trick-Combo ist eine zusammenhängende Reihenfolge von Tricks ohne Unterbrechung. Zudem wurde die Grafik und auch die „Mach-dir-den-Skater“-Optionen verbessert, sodass jetzt eine noch größere Auswahl (Gesichtszüge, Haare, Hautfarbe, Größe, Statur, Kleidung usw.) für den eigenen Skater zur Verfügung stand, erstmals auch für Skaterinnen.

## Skater
- Tony Hawk
- Steve Caballero
- Kareem Campbell
- Rune Glifberg
- Eric Koston
- Bucky Lasek
- Bam Margera
- Rodney Mullen
- Chad Muska
- Andrew Reynolds
- Geoff Rowley
- Elissa Steamer
- Jamie Thomas

## Soundtrack
- Ramones – Blitzkrieg Bop
- Red Hot Chili Peppers – Fight Like a Brave
- KRS-One – Hush
- Motörhead – Ace of Spades
- Rollins Band – What’s the Matter Man
- House of Pain – I’m a Swing It
- Xzibit – Paparazzi
- Ozomatli – Cut Chemist Suite
- Alien Ant Farm – Wish
- Redman – Let’s Get Dirty
- Del tha Funkee Homosapien – If You Must
- AFI – The Boy Who Destroyed the World
- The Reverend Horton Heat – I Can’t Surf
- Adolescents – Amoeba
- CKY – 96 Quite Bitter Beings
- Zebrahead – Check
- Guttermouth – I’m Destroying the World
- The Nextmen – Amongst Madness
- Bodyjar – Not the Same
- The Mad Capsule Markets – Pulse

## Rezeption
Das ohnehin schon beste Skateboard-Spiel wurde nochmals gesteigert. Die Grafik sei überzeugend und das Repertoire an Tricks aufgestockt. Die Levels wie gewohnt gut. Der Soundtrack sei abwechslungsreich und die Mehrspielermodi herausfordernd. Das Spielerlebnis sei gelungen und hoch motivierend. Die Fassung für GameCube werde dem Standard gerecht, aber sei nicht sonderlich stark auf die Konsole optimiert wurden. Es komme zu aufpoppenden Objekten und Bildrateneinbrüchen. Die Texturqualität schwanke wie schon bei der PlayStation 2 Vorlage stark. Alle Neuerungen seien gut durchdacht. Die PlayStation 1 sei dem Spiel nicht gewachsen und kann keine stabile Bildrate aufrechterhalten. Die Fassung für Xbox sei der PlayStation 2 ebenbürtig. Texturen seien optimiert und die Bildrate verbessert. Die Steuerung ginge auf dem Gamepad der Xbox weniger gut von der Hand. Ein Mehrspieler fehle.
Auf dem PC handele es sich nahezu um ein perfektes Spiel. Das Spielprinzip verzichte auf Zufälle oder Ergebnisse von Computergegner. Es sei intrinsisch motivierend, das Leveldesign hervorragend und lasse sich problemlos mehrfaches Durchspielen. Passanten, Autos und andere Skater lassen die Spielwelt lebendig wirken. Es gäbe  an sehr wenigen Stellen Fehler bei der Kollisionsabfrage, bei denen der Bildschirm flackere. Die Clippingfehler träten häufiger auf als auf der PlayStation 2. Die ausgezeichnete Bedienung wurde von der Konsole gut übertragen. Der Karrieremodus sorge für langen Spielspaß.
Der Verband der Unterhaltungssoftware Deutschland verlieh seinen Verkaufspreis in Gold für über 100.000 abgesetzte Kopien im deutschsprachigen Raum.

### Auszeichnungen
- Interactive Achievement Awards 2002: Bestes Sportspiel[10]